# Santa María Huatulco
Santa María Huatulco, ou simplement Huatulco, est une ville et une municipalité à Oaxaca dans le sud-ouest du Mexique. Il fait partie du district de Pochutla. La municipalité couvre une superficie de 579,22 km2 à une moyenne de 220 mètres d'altitude. C'est en son lieu que se forme et commence la rivière Huatulco.
La municipalité abrite le parc national de Huatulco. La zone urbaine est desservie par l'aéroport international Bahías de Huatulco.

## Événement sportif
- Triathlon de Huatulco